# Peper-en-zoutvlinder
De peper-en-zoutvlinder of berkenspanner (Biston betularia) is een vlinder uit de familie van de spanners (Geometridae), met een spanwijdte van 35 tot 60 millimeter. Er zijn twee verschijningsvormen: wit met zwarte spikkeltjes en (vrijwel) geheel zwart. In bossen, parken en tuinen is de peper-en-zoutvlinder algemeen, in mei en juli. De vrouwelijke vlinder is groter dan de mannelijke.

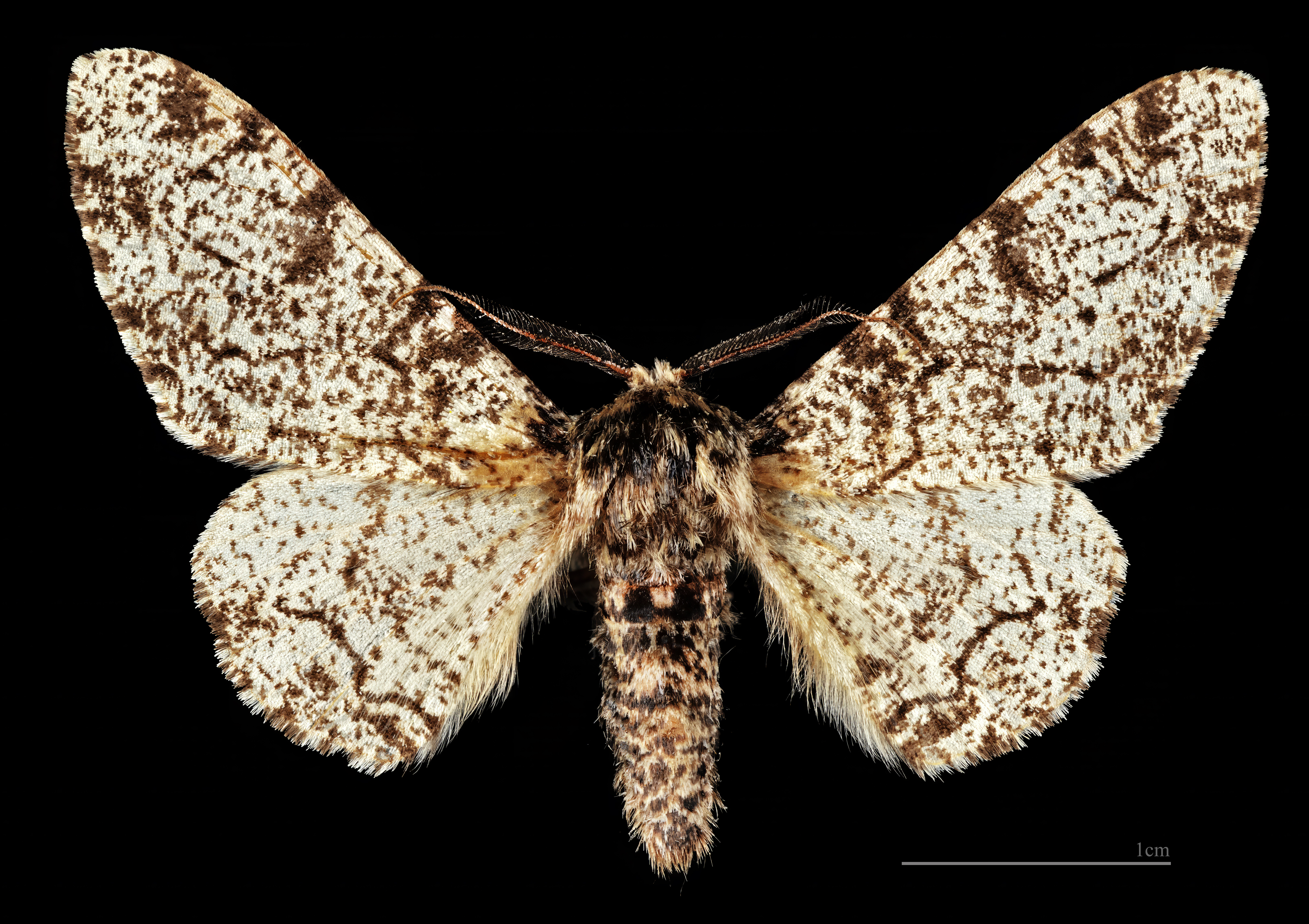
Biston betularia ♂
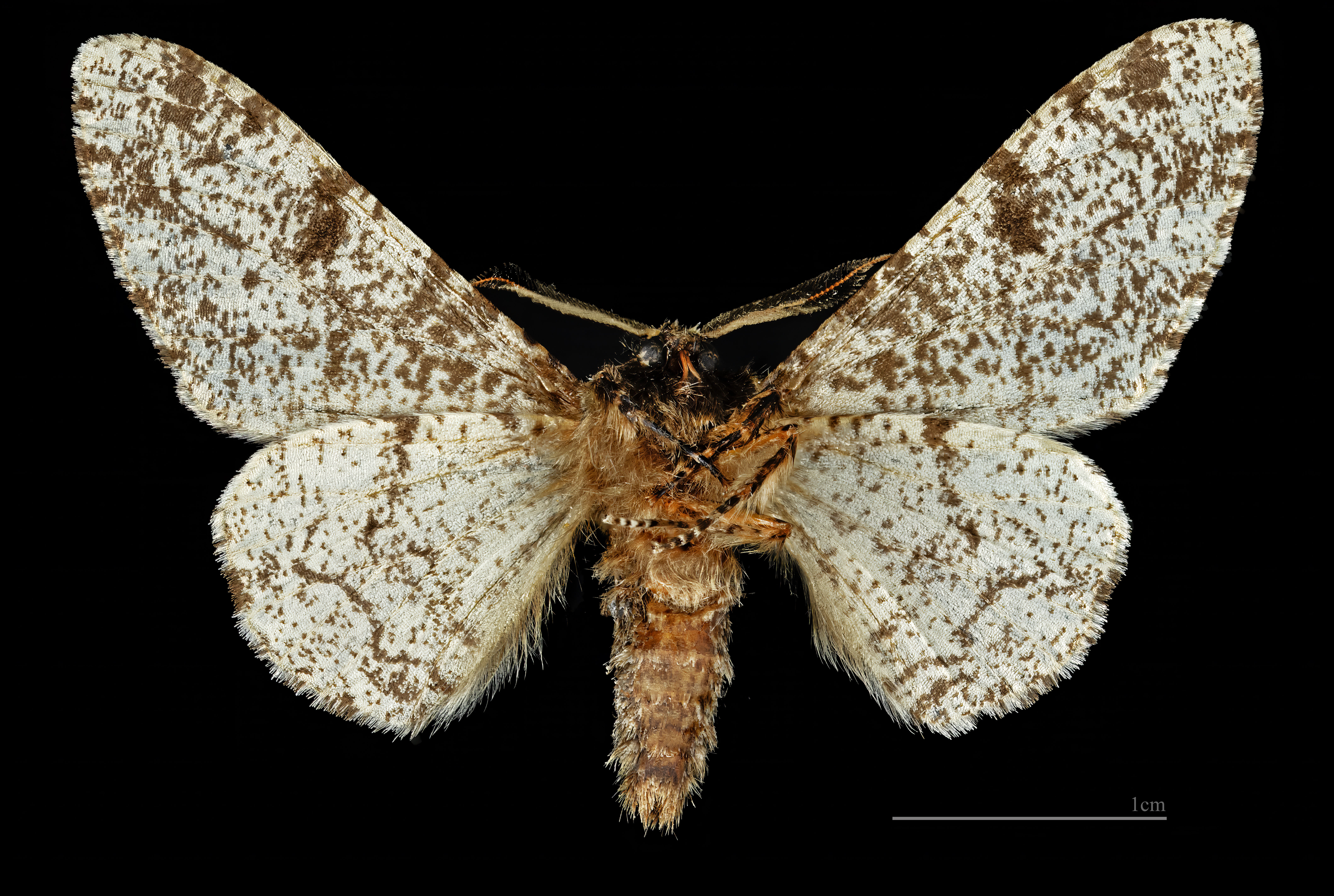
Biston betularia ♂  △

## Larven
De rups neemt de kleur van zijn omgeving aan en is grijsgroen of grijsbruin van kleur tot lichtgroen. De rups heeft een diepe inkeping op de kop, waardoor de oogjes lijken op eindknoppen van het takje waar de rups sterk op lijkt. Hij wordt tot 60 millimeter lang en leeft op bomen en struiken zoals de olm, wilg, beuk, berk, pruim, roos en braam. Als hij verstoord wordt laat hij zich vallen en blijft dan enige tijd bewegingloos liggen.

## De peper-en-zoutvlinder in deevolutietheorie
Oorspronkelijk was alleen de lichte variant van de peper-en-zoutvlinder bekend, tot in het Engeland van de negentiende eeuw plotseling een zwarte variant (carbonaria) opdook. Deze zwarte variant kwam normaal gesproken slechts bij 1 % van de peper-en-zoutvlinders voor, terwijl zwarte exemplaren ook nog eens een zeer lage overlevingskans hadden. Ze vielen namelijk op voor vijanden wanneer ze op een witte berkenstam zaten. Later bleek, dat met het opkomen van de industrie tijdens de Industriële revolutie, deze zwarte variant betere overlevingskansen bood dan de lichtere. Door het vele roet in de lucht waren bomen en gebouwen namelijk zwart verkleurd, met als gevolg dat de lichte variant eerder gezien werd door vijanden. In de steden keerde de verhouding zwart-wit zich om: 99 % van de peper-en-zoutvlinders was zwart en slechts 1 % wit. Later, met het terugdringen van de roetuitstoot, nam de beroeting van bomen en gebouwen af, en nam het aandeel witte peper-en-zoutvlinders weer toe.
Dit verschijnsel werd later gebruikt als voorbeeld van natuurlijke selectie. Het werd veroorzaakt door springende genen, DNA-onderdelen die in het genoom van plaats verwisselen, die daardoor een mutatie veroorzaken.

### Tussenvorm
Een tussenvorm insularia, die zwart is met witte spikkels, kan gevonden worden in minder vervuilde gebieden waar overgevoelige korstmossen niet gedijen maar waar de bast groen is door de alg Pleurococcus.